# Helmstedter Straße 61 (Magdeburg)

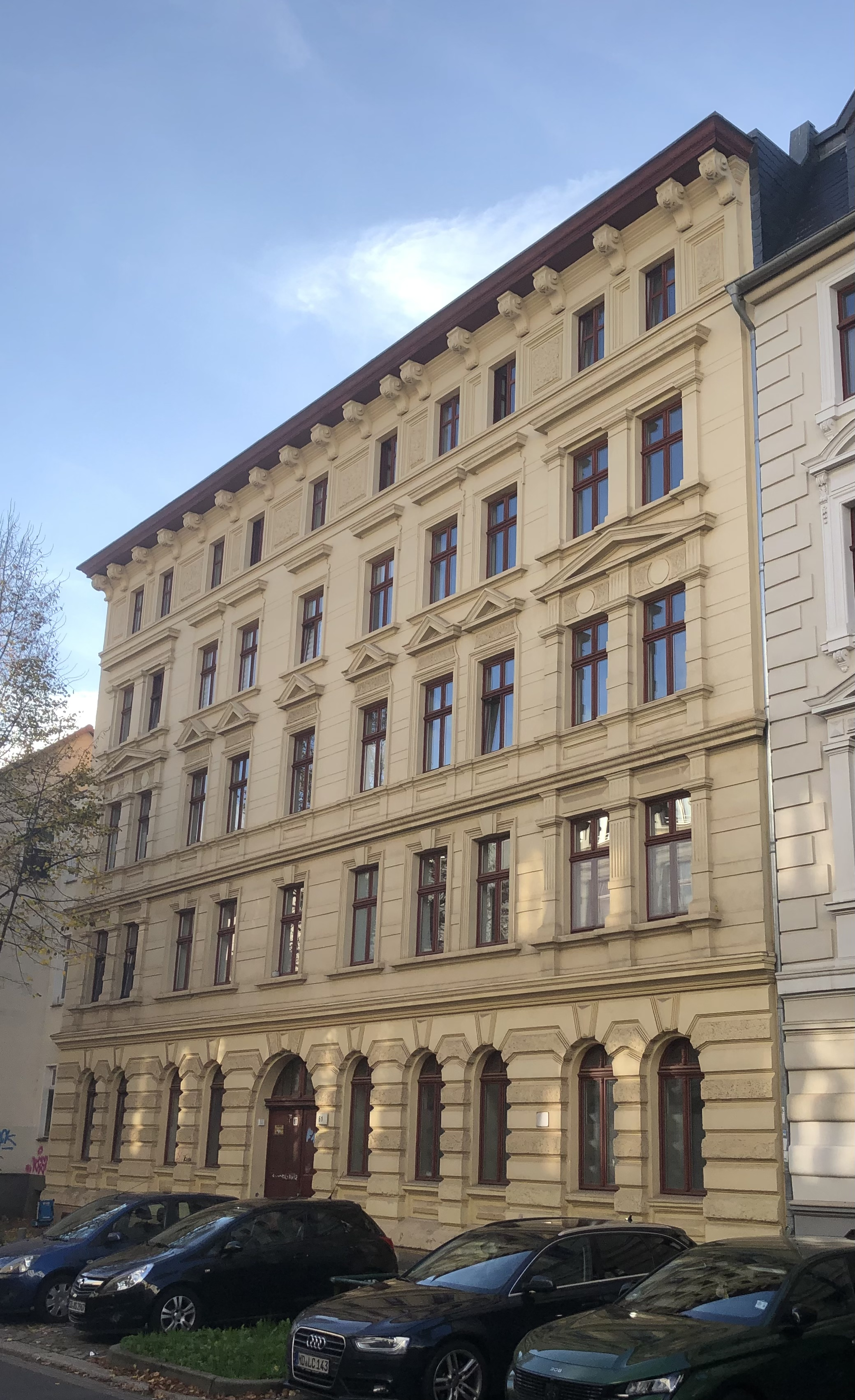
Haus Helmstedter Straße 61 im Jahr 2022

Helmstedter Straße 61 ist ein denkmalgeschütztes Wohnhaus im Magdeburger Stadtteil Sudenburg in Sachsen-Anhalt.

## Lage
Das Gebäude befindet sich auf der Westseite der Helmstedter Straße. Es gehört auch zum Denkmalbereich Helmstedter Straße 5–13, 53–55, 57–61. Nördlich grenzt das gleichfalls denkmalgeschützte Haus Helmstedter Straße 60 an.

## Architektur und Geschichte
Das viereinhalbgeschossige Gebäude wurde im späten 19. Jahrhundert errichtet. Die zehnachsige Fassade ist im Stil der Neorenaissance gestaltet und italienische Palazzi der Renaissance. Am Erdgeschoss ist die Fassade rustiziert und die Fensteröffnungen als Rundbögen ausgeführt. Oberhalb des Erdgeschosses befindet sich ein profiliertes Gesims. Die Fensteröffnungen des zweiten Obergeschosses werden von Dreiecksgiebeln überspannt, wobei die beiden äußeren Achsen jeweils unter einem breiteren Dreiecksgiebel zusammengefasst werden. Die beiden äußeren Achsen sind in den oberen Geschossen im Übrigen durch kannelierte Pilaster betont. Das Dach ragt oberhalb eines Mezzaningeschosses deutlich vor und ruht auf Konsolsteinen.
Im örtlichen Denkmalverzeichnis ist das Wohnhaus unter der Erfassungsnummer 094 82060 als Baudenkmal verzeichnet.
Das Gebäude gilt als Bestandteil der geschlossenen gründerzeitlichen Straßenbebauung als städtebaulich und stadtgeschichtlich bedeutend.